# پوستوینا
پوستوینا (اسلوونیایی: Postojna) یک منطقهٔ مسکونی در اسلوونی است که در Postojna Municipality واقع شده‌است. ۳۳٫۳ کیلومتر مربع مساحت و ۹٬۱۸۹ نفر جمعیت دارد و ۵۵۶٫۴ متر بالاتر از سطح دریا واقع شده‌است.